# 豪爾費坎
豪爾費坎（خَوْر فَكَّان，Khor Fakkan）是阿拉伯聯合大公國東部的一座城市，比鄰阿曼灣，行政上屬於沙迦酋長國。2023年豪爾費坎人口為42,933人。

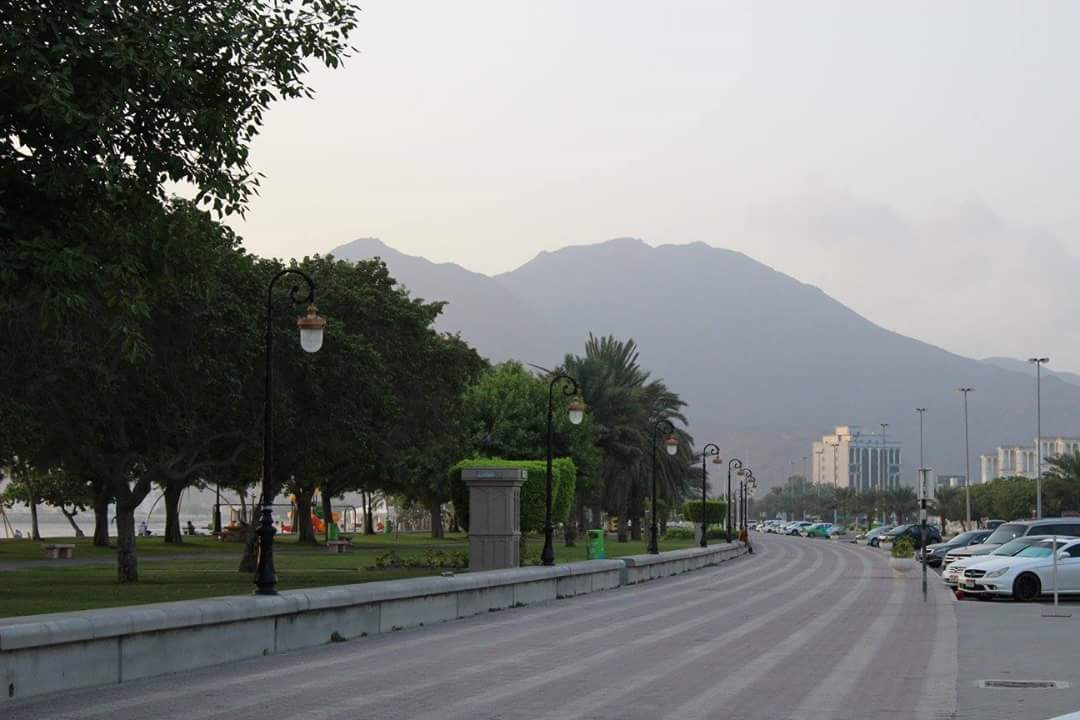
豪爾費坎海灘停車場

豪爾費坎的位置